# Канада на літніх Олімпійських іграх 2012
Канада на літніх Олімпійських іграх 2012 була представлена в 24 видах спорту. Країна здобула 1 золоту, 5 срібних і 12 бронзових медалей, що дозволило їй посісти 36 місце.

## Нагороди
| Медаль | Спортсмен | Спорт                            | Дисципліна                             | Дата      |
| ------ | --- | -------------------------------- | -------------------------------------- | --------- |
| Золото | Розі Макленнан | гімнастика                       | стрибки на батуті, жінки               | 4 серпня  |
| Срібло | Габріель Берген Джеремія Браун Ендрю Бірнз Вілл Кротерс Дуглас Ксіма Роберт Гібсон Малкольм Говард Конлін Маккейб Браян Прайс | веслування                       | вісімки, чоловіки                      | 1 серпня  |
| Срібло | Ешлі Брозович Дженін Генсон Кріста Галоєн Дарсі Маркардт Наталі Мастраччі Андреанн Морен Леслі Томпсон-Віллі Рейчелл Вайінберг Лорен Вілкінсон | веслування                       | вісімки, жінки                         | 2 серпня  |
| Срібло | Раян Кокрейн | басейн                           | 1500 м вільним стилем                  | 4 серпня  |
| Срібло | Адам ван Коверден | Веслування на байдарках та каное | байдарки-одиночки, 1000 м              | 8 серпня  |
| Срібло | Тоня Вербік | Боротьба                         | вільна, жінки, 55 кг                   | 9 серпня  |
| Бронза | Дженніфер Абель Емілі Гейманс | стрибки у воду                   | синхронні стрибки, 3 м трамплін, жінки | 29 липня  |
| Бронза | Мейган Банфето Розелін Фільйон | стрибки у воду                   | синхронні стрибки, 10 м вишка, жінки   | 31 липня  |
| Бронза | Антуан Валуа-Фортьє | дзюдо                            | чоловіки, 81 кг                        | 31 липня  |
| Бронза | Крістін Жирар | Важка атлетика                   | жінки, 63 кг                           | 31 липня  |
| Бронза | Брент Гейден | басейн                           | 100 м вільним стилем, чоловіки         | 1 серпня  |
| Бронза | Джилліан Карлтон Джасмін Глессер Тара Віттен | Велоспорт                        | групова шосейна гонка, жінки           | 4 серпня  |
| Бронза | Дерек Друен | Легка атлетика                   | стрибки у висоту                       | 7 серпня  |
| Бронза | Марк Олдершоу | Веслування на байдарках та каное | каное-одиночки, 1000 м                 | 8 серпня  |
| Бронза | Марк де Йонг | Веслування на байдарках та каное | байдарки-одиночки, 200 м               | 9 серпня  |
| Бронза | Керол Він | Боротьба                         | вільна, жінки, до 48 кг                | 8 серпня  |
| Бронза | Жіноча збірна Канади з футболу Каріна Леблан Челсі Стюарт Кармеліна Москато Робін Гейл Кейлін Кайл Ріан Вілкінсон Діана Матесон Кендіс Чепмен Лорен Сесселманн Дезіре Скотт Крістін Сінклер (капітан) Софі Шмідт Мелісса Танкреді Келлі Паркер Джонелл Філіньо Бріттані Тімко Ерін Маклеод Мері-Ів Нолт | Футбол                           | жіночий турнір                         | 9 серпня  |
| Бронза | Річард Вейнбергер | плавання                         | 10 км у відкритій воді, чоловіки       | 10 серпня |